# Suvi Lindén
Pour les articles homonymes, voir Linden.
Suvi Lindén (née le 19 avril 1962 à Helsinki) est une femme politique finlandaise et ancienne députée.

## Biographie
Elle est député conservateur, de la circonscription d'Oulu, de 1995 à 2011.
Linden est ministre de la culture de 1999 à 2002 du deuxième gouvernement Lipponen, mais est contrainte de démissionner à l'été 2002. Avec le deuxième gouvernement Vanhanen, et le gouvernement Kiviniemi, elle est ministre de la communication. Aux élections de 2011, Linden n'est pas élue au Parlement.
Elle est titulaire d'un Master of Arts, et elle a un diplôme d’informatique de l'Université d'Oulu.
Elle est mariée avec Timo Mehtälä. Ils ont adopté en Chine en 2007 leur fille Leonoora.
Alors qu’elle est ministre des communications, Suvi Linden, déclare que définir l’accès à internet comme un droit, est « l'une des plus grandes réussites du gouvernement en matière de politique régionale ».